# 天津医科大学中新生态城医院
天津医科大学中新生态城医院，简称生态城医院，位于天津市滨海新区中新天津生态城和畅路与和顺路交口，原定2016年5月开诊，因故推迟至2016年9月开诊，是一所参照三级甲等医院标准建设的公立医院，属于天津医科大学附属医院管理体系。